# Codreanca (soi)
Codreanca este un soi de struguri de masă negri selecționat în Republica Moldova. A fost creat de M. Borzikova la Institutul de cercetări științifice în domeniul viticulturii și vinificației al Asociației științifice de producție „Vierul” prin încrucișarea soiurilor Moldova și Marșalski. A fost acceptat pentru testarea de stat în 1985. În 2016 erau înregistrate 1143 ha de vie de acest soi.

## Caracteristici ampelografice
Vârful lăstarului tânăr este galben-verzui cu o slabă pubescență arahnoidee. Lăstarul tânăr este verde cu reflexe violet-vinoase dinspre soare, la noduri este colorat mai intens.
Frunza este mijlocie sau mare, rotundă sau ușor alungită, cu trei lobi, slab sectată. 
Floarea este hermafrodită. Strugurii sunt mari sau mijlocii, cilindro-conici, mijlociu de îndesați sau deșirați.
Bobița este mijlocie sau mare, alungită cu capătul ascuțit, violet-închisă, acoperită cu un strat gros de pruină. Gustul este simplu, armonios. Bobița are o sămânță-două.

## Caracterizare agrobiologică
Codreanca face parte din grupa soiurilor de masă cu epoca de coacere foarte timpurie. Strugurii se coc în decada a treia a lunii august. De la începutul dezmuguririi și până la coacerea deplină a bobițelor trec 110-115 de zile, suma temperaturilor active fiind de 2250 °C.
Puterea de creștere a butucilor este mare, maturarea lemnului este bună.
Soiul intră pe rod relativ devreme. În al patrulea an roada atinge 9-10 t/ha, în anii următori sporește până la 13-14 t/ha, greutatea medie a strugurilor este de 425 g. 
Producția de cea mai bună calitate o dă pe soluri ușoare, pe sectoarele cu expoziție sudică. Se cultivă pe tulpină înaltă (100 cm) forma cordon bilateral.
Soiul nu are rezistență la ger, dar, luând în considerație înalta lui capacitatea regenerativă, poate fi cultivat fără a îngropa butucii peste iarnă în zonele unde media temperaturilor minime absolute nu coboară sub -18 – -19 °C.
Are rezistență la putregaiul cenușiu (gradul de vătămare este de 2 puncte). Este vătămat de mildiu,  oidium și antracnoză. Este sensibil la filoxeră.
Acest soi începe să capete popularitate pe piața soiurilor timpurii datorită strugurilor mari și frumoși, a bobului mășcat, oval-alungit și a gustului fin-atractiv. Strugurii acestui soi posedă transportabilitate înaltă.